# 29647 Понселе
29647 Понселе (29647 Poncelet) — астероїд головного поясу, відкритий 17 листопада 1998 року.
Тіссеранів параметр щодо Юпітера — 3,541.
Названо на честь Жан-Віктора Понселе — французького математика та інженера